# Сопот (Свети Никола)
Сопот (мкд. Сопот) је насеље у Северној Македонији, у средишњем делу државе. Сопот је село у саставу општине Свети Никола.

## Географија
Сопот је смештен у средишњем делу Северне Македоније. Од најближег града, Штипа, насеље је удаљено 40 km северозападно.
Насеље Сопот се налази у историјској области Овче поље. Село није смештено у самом пољу, већ северозападно од поља, на источним падинама Градиштанске планине. Надморска висина насеља је приближно 500 метара.
Месна клима је умерено континентална.

## Становништво
Сопот је према последњем попису из 2002. године имао 89 становника.
Већинско становништво су етнички Македонци (100%).
Претежна вероисповест месног становништва је православље.